# Israel International 2014
Die Hatzor Israel International 2014 (auch bekannt als Hatzor International 2014) im Badminton fanden vom 22. bis zum 25. Oktober 2014 im Kibbuz Hatzor in der Nähe der Stadt Aschdod statt.

## Sieger und Platzierte
| Disziplin    | Gold                               | Silber                        | Bronze                        |
| ------------ | ---------------------------------- | ----------------------------- | ----------------------------- |
| Herreneinzel | Artem Pochtarev                    | Blagovest Kisyov              | Ivan Rusev                    |
| Herreneinzel | Artem Pochtarev                    | Blagovest Kisyov              | Rudolf Dellenbach             |
| Dameneinzel  | Telma Santos                       | Dorotea Sutara                | Laura Sárosi                  |
| Dameneinzel  | Telma Santos                       | Dorotea Sutara                | Kate Foo Kune                 |
| Herrendoppel | Gennadiy Natarov Artem Pochtarev   | Alexander Bass Lior Kroitor   | Daniel Bedrack Yonathan Levit |
| Herrendoppel | Gennadiy Natarov Artem Pochtarev   | Alexander Bass Lior Kroitor   | Ilia Shnaidman Matan Zyskind  |
| Mixed        | Gennadiy Natarov Yuliya Kazarinova | Florent Riancho Kate Foo Kune | Ariel Shainski Alina Pugach   |
| Mixed        | Gennadiy Natarov Yuliya Kazarinova | Florent Riancho Kate Foo Kune | Yonathan Levit Yana Molodezki |